# یلوه‌های دم‌کوتاه
یلوه‌های دم‌کوتاه (نام علمی: Anurolimnas) نام یک سرده از تیره یلوگان است.